# Stefan Aigner
Stefan Aigner (Monaco di Baviera, 20 agosto 1987) è un ex calciatore tedesco, di ruolo centrocampista.